# لشکرکشی جزایر کازان و ریوکیو
لشکرکشی جزایر کازان و ریوکیو (انگلیسی: Volcano and Ryukyu Islands campaign) یکی از لشکرکشی‌های جنگ اقیانوس آرام بود.